# بيل أونيل (لاعب البولنغ)
بيل أونيل (بالإنجليزية: Bill O'Neill) هو لاعب البولنغ ‏ أمريكي، ولد في 21 أكتوبر 1981.